# Heterocythereis otsuchiensis
Heterocythereis otsuchiensis is een mosselkreeftjessoort uit de familie van de Hemicytheridae. De wetenschappelijke naam van de soort is voor het eerst geldig gepubliceerd in 1992 door Ikeya & Zhou.